# Niphargus thermalis
Niphargus thermalis is een vlokreeftensoort uit de familie van de Niphargidae. De wetenschappelijke naam van de soort is voor het eerst geldig gepubliceerd in 1941 door Dudich.